# أليكس فيراري (مغني)
أليكس فيراري (بالبرتغالية: Alex Ferrari‏) هو مغني برازيلي، ولد في 21 أبريل 1982 في أريكيميس في البرازيل.

## وصلات خارجية
- الموقع الرسمي
- أليكس فيراري على موقع ميوزك برينز (الإنجليزية)
- أليكس فيراري على موقع ديسكوغز (الإنجليزية)